# 小神仙和小仙女
《小神仙和小仙女》，中国大陆1990年代末期的国产动画片，由中国中央电视台动画部于1998年制作，并于1999年在《动画城》栏目播出。

## 剧情
讲述神仙村的小神仙奇奇和小仙女美美、老神仙以及各种动物们之间嬉笑幽默的故事。

## 配音
- 刘艺 配音 小神仙奇奇，活泼聪明。
- 郝琳杰 配音 小仙女美美，美丽可爱。